# Furlong
Der Furlong (dt. „Furchenlänge“) ist ein altes angloamerikanisches Längenmaß mit Herkunft aus der Landwirtschaft. Es ist nicht metrisch und daher nicht SI-konform.

## Definition
- 1 Furlong = 10 Chains = 40 Rods = 220 Yards = 660 Fuß (ft) = 7920 Zoll (in) = 201,168 Meter
- 1 englische Meile = 8 Furlongs = 80 Chains = 320 Rods = 8000 Links

Die alte Flächeneinheit acre (4046,86 m²) entspricht einem streifenförmigen Feld von 1 Furlong × 0,1 Furlong, das ein Ochsengespann in etwa einem Tag pflügen konnte. Ähnliche Dimensionen haben die Einheiten Morgen und Joch, die in Europa bis heute in der bäuerlichen Bevölkerung lebendig sind.

## Verwendung
Der Furlong wird insbesondere in Großbritannien für die Strecken von Pferderennen genutzt. So geht das Pferderennen von Ascot über 20 Furlongs und damit zweieinhalb englische Meilen.

## Schottischer Furlong
Der alte schottische Furlong wich vom angloamerikanischen Maß ab und war etwa 25 Meter größer. Die Länge dieses Furlongs war 226,7671 Meter. Der Umrechnungsfaktor kann mit 1,127 angesetzt werden.
- 1 (schott.) Meile = 8 Furlongs = 1814,1368 Meter[1]